# Ludjibaite
La ludjibaite è un minerale.